# Wilhelm Otto Späte
Wilhelm Otto Späte (geb. 19. November 1852 in Kayna; gest. 15. Oktober 1925 in Jena) war Bildhauer und Steinmetz in Jena.
Er entstammt einer Bildhauerfamilie in Kayna, die der Ortschronik zufolge bedeutend ist. Heinrich Trübenbachs Chronik weist offenbar hinsichtlich der Familie Späte einige Verwechslungen auf, auch dadurch resultierende fehlerhafte Lebensdaten, die korrigiert wurden. Darin ist für diesen Späte auch eine umfassendere Werkliste enthalten. Er war Sohn des Gründers der Bildhauer- und Steinmetzwerkstatt Späte, August Wilhelm Späte, der ihn und seinen Bruder August Wilhelm II ausbildete. Otto Späte I war Absolvent der späteren Kunstgewerbeakademie Berlin und gründete 1879 eine eigene Bildhauerwerkstatt in Jena, die nach seinem Tod von seinem Neffen Otto Späte II übernommen wurde, und die bis heute besteht. 
Der ältere Sohn Otto Wilhelm Alfred Späte (1882–1941) wurde als Architekt Landesbaumeister und Regierungsbaurat in Weimar; der jüngere Sohn Alfred Späte wurde Bildhauer in München.
Spätes bildhauerisches Hauptwerk ist der Erlkönig in Jena. Das 1893 geschaffene Denkmal nimmt Bezug auf die Ballade des Erlkönig von Johann Wolfgang Goethe von 1782. Außerdem schuf er u. a. die Bildnisbüste des General von Tümpling im Landesmuseum Weimar. Auf dem Jenaer Johannisfriedhof finden sich eine Reihe von Grabreliefs, so die medaillonartige Reliefbüste von Carl Zeiß und Johann Gustav Stickel. Das Original des Medaillons von Stickel ging in den 1970ern verloren und ist seit 1998 ersetzt durch ein ähnliches Medaillon mit seinem Porträt. Späte schuf 1904 den von Adolf von Hildebrand entworfenen Bismarck-Brunnen auf dem Jenaer Markt.

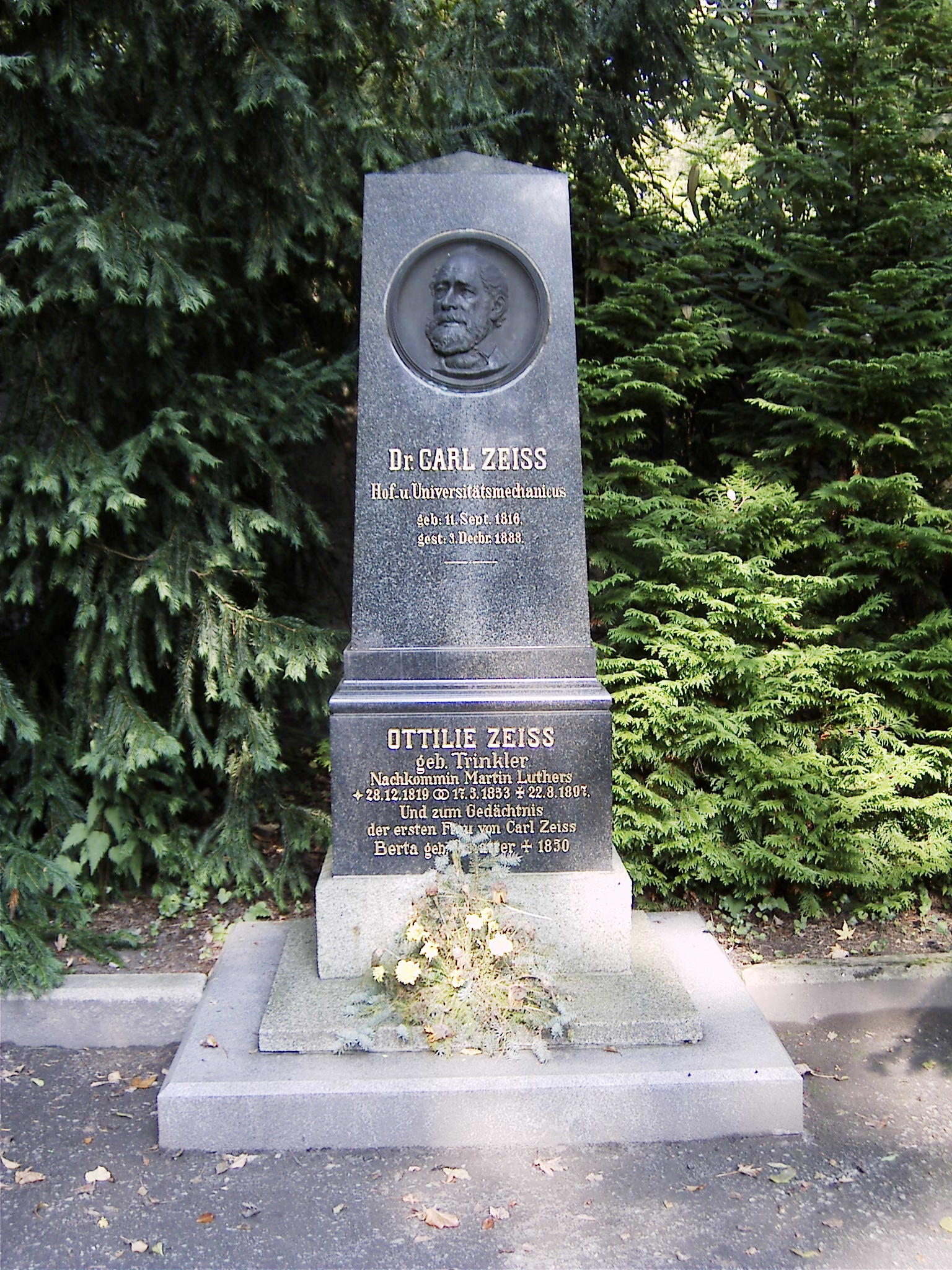
Carl-Zeiss-Grab

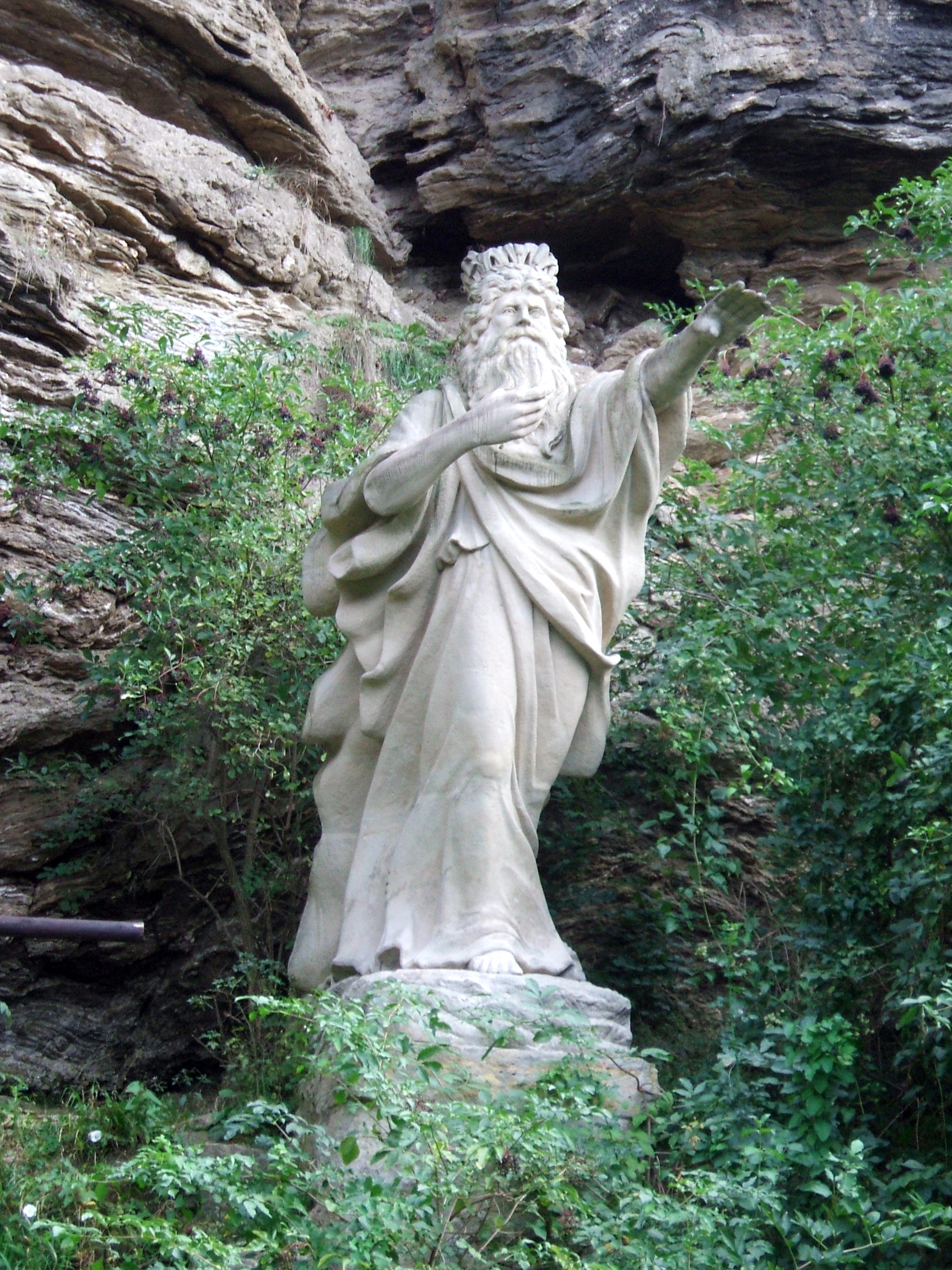
Der Erlkönig

## Sekundärliteratur
- Anna Derksen: Art. Späte, Wilhelm Otto, in: Matias Mieth, Rüdiger Stutz (Hrsg.): Jena. Lexikon zur Stadtgeschichte. Tümmel-Verlag, Berching 2018, S. 585.
- Heinrich Trübenbach: Chronik von Kayna (bis 1895), Bearbeiter: K. Schmiedel und W. Voss (Mai 2005) | Korrekturen und Nachträge pdf